# Lednice
Lednice (pronunciado ˈlɛdɲɪtsɛ; en alemán: Eisgrub) es un pueblo de la región de Moravia Meridional en la República Checa. En 1996 fue inscrito por la Unesco como Patrimonio de la Humanidad junto con el poblado de Valtice por ser «un ejemplo excepcional del diseño paisajístico desarrollado durante la Ilustración y posteriormente bajo el cuidado de una sola familia». Incluye un palacio y el parque más grande del país, que cubre 200 km². 